# Циклоп (Евріпід)
Циклоп (з давньогрецького: Κύκλωψ, Kyklōps) — давньогрецька сатирична драма Евріпіда. Ця сатирова драма була б четвертою частиною тетралогії Евріпіда, які були проведені на театральному фестивалі 5-го століття до н. е. в Афінах. Сатирова драма була історією, як правило, взятою з епічної поезії або міфології, а потім прикрашена за допомогою хором сатирів. Це єдина повна і збережена п'єса сатира. Вона є певною "сумішшю" світів: тогочасного, гомеричного і фантастичного.
Циклоп — єдина повноцінна сатирова драма, яка збереглася, шляхом безперервного копіювання через століття. Значні фрагменти інших сатир були виявлені, як послідовники Софокла та Есхіла. Циклопа було знайдено у двох рукописах. Перший рукопис Laurentianus, або Florentinus. Це, здається, було написано в XIV столітті в ряді різних стилів та почерків. Він зберігається в бібліотеці Лауренціана у Флоренції, Італія. Другий рукопис — це Palantinus 287 Кодексу, вважається, що він походить з чотирнадцятого чи п'ятнадцятого століття. Він зберігається в бібліотеці Ватикану.
Що стосується дати твори, вважається, що ця п'єса була написана раніше, ніж Алкестіда Евріпіда, і після гри Арістофана, який пародіює Циклопа.

## Сюжет
Дія розгортається в Сицилії на горі Етна. Вона починається з відкритого монологу, в якому Сілен розповідає про те, як він і його сини (хор), які стали жертвами гігантського циклопа (на ім'я Поліфем в "Одіссеї"). Хор входить зі співом та вівцями. Сілен каже їм припинити співати та відправити овець у печеру, тому що він побачив грецький корабель біля узбережжя і чоловіків, які підходять до печери. Одіссей, який збився з дороги по дорозі додому з Троянської війни, прибуває на острів зі своїми голодними матросами. Одіссей входить зі своїми людьми та запитує, де вони можуть знайти воду і чи хтось продасть їм їжу. Сілен та Одіссей розмовляють один з одним. Дізнавшись, що його, ймовірно, з’їдять, якщо знайдуть, Одіссей хоче піти. Сілен готовий обміняти їжу циклопа на вино Одіссея. Силен виходить у печеру, а хор розмовляє з Одіссеєм. Сілен приносить багато їжі для команди Одіссея. Входить циклоп і хоче знати, що відбувається. Сілен пояснює, що Одіссей та його люди побили його, забирають речі циклопа та погрожують циклопу насильством. Циклоп вирішує їх з’їсти. Одіссей каже, що Силен бреше, але циклоп вірить Силену. Одіссей намагається переконати циклопа не їсти їх. 
Одіссей веде жваву дискусію з циклопом; він намагається протистояти його жорстокості, а на користь моралі, законів, справедливості та гостинності. Циклоп виступає в підтримку особистої вигоди та задоволення. Він вважає ідею соціальної справедливості обманом, який створений слабкими для захисту від сильних. Циклоп стверджує, що єдина річ, яка гідна поклоніння — це багатство. Після цього аргументу, Циклоп проводить Одіссея та його команда всередину своєї печери та їсть деяких з них. Одіссеєві вдається вислизнути, однак він вражений тим, свідком чого став. Вийшовши з печери Одіссей розповідає хору, що там відбулося та пояснює, що він давав циклопу вино, завдяки якому Поліфем сп'янів. Одіссей має намір засліпити циклопа і врятувати всіх, включаючи сатирів.
Циклоп виходить із печери, співаючи, п’яний і бажаючи ще вина від Одіссея, яким він хоче поділитися зі своїми братами. Сілен і циклоп продовжують пити вино, поки циклоп не вирішить забрати зараз дуже привабливого Сілена в ліжко, і пара вийде в печеру. В той час Одіссей вирішує виконати наступний етап свого плану. Сатири спочатку запропонували свою допомогу, закликаючи Одіссея врятувати Сілена із печери, але потім стали боятися і вигадують різні безглузді виправдання, коли час для дії насправді настає. Одіссей гнівається і вимагає хоча б підтримки сатирів. Одіссей закликає на допомогу Гефеста і Гіпноса, а потім входить у печеру, щоб випалити око циклопові.
Попередньо Одіссей сказав Циклопові, що його звуть "снігова людина" або "ніхто" (давньогрець. outis або mētis), тому, коли Циклоп кричить, хто відповідає за його сліпоту, то говорить: "ніхто засліпив мене". Хор висміює його і направляє геть від Одіссея та інших, поки вони тікатимуть з печери. Одіссей звертається до циклопа назвавши своє ім'я, перш ніж вийти до свого корабля. Циклоп каже, що він збирається розбити корабель Одіссея, оскільки його батьком є Посейдон. 

## Аналіз
Евріпід — не єдиний античний драматург, який написав циклопську сатиричну п’єсу. Поети на початку V століття також робили це. Але циклоп, мабуть, єдине, що написав Евріпід з певною гомерівською основою. П'єса Евріпіда поєднує міф про захоплення Діоніса піратами з епізодом Гомерової Одіссеї часів Одіссея з циклопом Поліфемом. У цей сценарій Евріпід вводить Сілена і сатирів, комічних персонажів.
У творі трапляється острів Сицилія і часто згадується. У свій час цей спектакль там був зіграний. Сицилія вважається батьківщиною витонченої Елліністичної культури. У цій п'єсі місто зображується як варварське місце, ворожих законів для людини та релігії.
В «Циклопі» Евріпід використовував «метапоетично зважені терміни», такі як другий, подвійний і новий, щоб виділити взаємодію з його джерелами, знайомі та основоположні тексти в афінській освіті. Герої циклопів не знають джерел Евріпіда. "Сілен добре знає свою Одіссею". Циклоп Евріпіда знає про Троянську війну і висловлює Одіссею свою думку про неї. Використовуючи метапоетичні образи протягом усієї п’єси, Евріпід сприяв формуванню “колективної свідомості” у його демократичної аудиторії та сприяв їх визнанню того, що для подолання ворогів у Афінах необхідна співпраця.
І гомерівський епізод, і циклоп Евріпіда засновані на засліпленні циклопа. Аудиторія Евріпіда майже напевно знала, що Алькандр встромив палицю в око Лікаргу, спартанському законодавцю.
Гомерівський Поліфем жорстокий і чужий Одіссею та його команді. Поліфем Евріпіда складний та інтелектуально аналогічний софістам V ст. Вплив софістів проявляється у всіх п'єсах Евріпіда "не лише у його риторичному стилі, а й у скептичному, приземленому підході". В «Циклопі» і Одіссей, і циклоп використовують вправні та привласнювальні риторичні маніпуляції, «агресивну софістику, що зводить людей до м'яса, і тонкі розмови з оманливим бартером».

## Переклад
- Персі Біші Шеллі, 1819 – вірш повний текст
- Едвард П. Кольрідж, 1891 – проза: повний текст
- Артур S. до речі, 1912 – вірш
- Тиджей Шепард, 1923 – вірш
- Роджер Lancelyn зелений 1957, – вірш
- Давид Ковач, 1994 – проза: повний текст
- Хізер Макх'ю і Девід Констан, 2001 – вірш
- Джордж Theodoridis 2008 – проза: повний текст